# Пандекти
Пандектите (на латински: pandectae, от гръцки – „всеобхватен“), известни и като Дигеста (от латинското digesta – поръчано), са всеобхватна компилация от 50 книги по римско право.
Съставляват фрагменти, разделени на параграфи, от трудовете на най-изявените класически мислители и юристи на Древен Рим. Пандектите са онази нишка в правото, свързваща достиженията на римската правна мисъл през Античността със съвременните постижения на правната мисъл. Излизат за първи път печатно през 1571 г.
Най-общо казано Пандектите са юриспруденцията в Античността по римско право, обединени под мотото на основното положение от римското право и политическата философия – всекиму своето.

## История след Пандектите
След приемането на християнството от Римската империя за държавна религия по времето на Константин Велики били правени няколко опита за цялостна кодификация на римското частно право – Codex Gregorianus, Codex Hermogenianus и Codex Teodosianus от 438 г. по времето на император Теодосий II.
Пандектите съставляват втората част на Корпус юрис цивилис. Компилиран през 528 г., публикуван през 529 г., преработен и приет като законодателен акт в 534 г., юстиниановият правен кодекс отменя всички предишни правни актове. Юстиниановият кодекс става първата част от Корпус юрис цивилис – 12 книги, разделени на титули, в които са включени императорските конституции от Адриан до Юстиниан. Втората част, наречена „Пандекти“ (или „Дигеста“), е сборник от възгледите на видните римски юристи. Пандектите също имат силата на закон. Третата част на Корпус юрис цивилис – „Институции“ (Institutiones) излиза през 533 г., и представлява наръчник или учебник по правни науки, изработен от Теофил и Доротей под ръководството на Трибониан и обхващащ всички правни институти на римското частно право в 4 книги, разделени на титули, които се делят на параграфи. Законите, прокарани от Юстиниан след приемането на Кодекса, са събрани в „Новели“ (Novellae, leges), издадени след неговата смърт. Корпус юрис цивилис става основен нормативен акт на Византийската империя. Византийската Еклога (726) е съставена въз основа на Юстиниановата кодификация. По времето на Македонския ренесанс се прави опит за връщане към юстиниановото право, понеже иконоборстващите византийски императори посягат и на правния корпус на империята. По време на управлението на македонската династия във Византия се създават т.нар. Базилики – царски закони, в 60 книги, в които е предадено на гръцки съдържанието на Corpus Iuris Civilis, към който са прибавени т.нар. схолии, които типично схоластично и по средновековному заобикаляли някогашната забрана за тълкуване на античния правен корпус. Базиликите били доста обемни, като и те от своя страна имали нужда от тълкуване на сложната правна материя с наръчници. Най-известният тълкувателен наръчник на Базиликите е Шестокнижието на Арменопуло от 14 век. Така се развило средновековното светско право на изток.
На запад още с основаването на първите университети започва да се изучава в юридическите им факултети римското право, и в частност римското частно право. Основен източник на правото през средновековието бил Корпус юрис цивилис, който се и изучавал в университетите. По времето на ренесанса Корпус юрис цивилис става основа за развитието на законодателните системи в европейските страни и Русия. Всички европейски страни го възприемат, въвеждайки за регулация на обществените отношения в държавите си континенталното гражданско право за разлика от обичайното право на англосаксонска правна система в англоезичните страни. Корпус юрис цивилис е в основата на т.нар. континентална правна система, като в отделните държави търпи развитие под формата на различни модификации. Правните принципи от Корпус юрис цивилис са следвани в максимална степен при създаването на пандектната система, която е основа на гражданското право в повечето европейски страни, и много неевропейски страни от Евразия, с изключение на Франция и главно Великобритания със страните от Британската общност.
Пандектите след създаването си по времето на Юстиниян търпят много интерполации, въпреки че, било забранено тълкуването им заедно с кодекса и институциите. За правилното им разбиране били създадени специални указатели – indices, paraphrasa, paratithla, които подпомагали изучаването на Корпус юрис цивилис. Известна е и една парафраза на Теофил върху Институциите от Corpus Iuris Civilis.

## Правна литература
- Andreas Bauer: Libri Pandectarum. Das römische Recht im Bild des 17. Jahrhunderts. Bd. 1. V&R unipress, Göttingen 2005, ISBN 978-3-89971-229-2.
- Wolfgang Kaiser: Digesten/Überlieferungsgeschichte. In: Der Neue Pauly. Enzyklopädie der Antike. Bd. 13, Sp. 845 – 852. Metzler, Stuttgart 1999 (Volltext).
- Max Kaser / Rolf Knütel: Römisches Privatrecht, 19. Aufl., Beck, München 2008, Rn. 20 ff.
- Wolfgang Waldstein / Michael Raiser: Römische Rechtsgeschichte, 10. Aufl., Beck, München 2005, § 43.